# 城区街道 (乳山市)
城区街道，是中华人民共和国山東省威海市乳山市下辖的一个乡镇级行政单位。

## 行政区划
城区街道下辖以下地区：
静园社区、府前社区、金丰社区、利群社区、府苑社区、松山社区、向阳社区、怡园社区、腾达社区、幸福社区、富大社区、龙山社区、华冠社区、东耿家村、夏东村、夏南村、夏西村、夏北村、黄埠崖村、金碃岭村、官地村、曹城村、南江村、北江村、高格庄村、打磨村、岚子村、宅口村、东里村、西里村、腾甲庄村、石村、仇家洼村、洼九埠村、桥东庄村、草埠村和黄依台村。